# 마대 (삼국지)
마대(馬岱, ? ~ ?)는 중국 후한 말, 삼국시대 촉한의 무장이다. 서량의 군벌 마등의 조카이자 마초의 종제이다. 작위는 진창후(陳倉侯), 직위는 평북장군(平北將軍)이다.
6차 북벌에서 제갈량의 병사(病死) 이후 회군 지시를 어기고 내분을 일으킨 위연을 제거하였다. 정사에서는 기록이 빈약한 데 반해 창작물에서 그 비중이 크게 늘었다.

## 생애
222년(장무 2년) 마초가 임종에 이르러 유비에게 유서를 남겼다. ‘신의 가문 200여 명은 조조에게 거의 다 몰살당하고 종제 마대만 남았습니다. 얼마 남지 않은 가문의 제사가 끊기지 않도록 폐하께 간절히 부탁드리겠습니다.’ 234년(건흥 12년) 북벌을 행하던 제갈량이 병사하면서 양의, 비의 등에게 철수를 지시하였다. 이에 반발한 위연이 먼저 남쪽으로 내려가 잔도를 불 지르고 퇴각하는 군을 공격하였다. 퇴각군의 선두에 있던 왕평이 호통치자 위연의 장병들은 잘못이 위연에게 있음을 알고 흩어졌다. 자식들과 한중으로 달아난 위연을 마대가 쫓아가 참수하고 그 머리를 양의에게 보냈다. 235년(청룡 3년) 위나라를 찔러봤다가 우금에게 저지당하고 천 명을 잃었다. 지위는 평북장군(平北將軍)에 진창후(陳倉侯)까지 이르렀으며 더 이상의 기록은 없다.

## 삼국지연의

### 마초를 수행
사서가 아닌 소설 《삼국지연의》에서는 조조의 부름에 허도로 가는 마등을 마휴, 마철과 같이 수행하는 것으로 첫 등장한다. 조조의 함정에 마등 삼부자는 목숨을 잃고 후군으로 대기하던 마대만이 행상으로 위장하여 탈출한다. 마초와 한수가 마등의 복수를 위해 궐기하자 그 선봉을 맡아 장안의 종요를 야전에서 물리치고 동관 전투에서도 활약한다.
양부, 강서(姜敍) 등의 계략으로 기성(冀城)에서 쫓겨난 마초를 따라 한중의 장로에게 의탁한다. 유비와 싸우던 유장을 도우러 마초가 가맹관으로 진격할 때도 참전한다. 위연과의 일기토에서 도망가는 척하다 뒤돌아 화살을 날려 위연의 왼팔을 맞추고 패주시킨다. 이를 구하러 달려온 장비에게는 10합을 맞서지만 상대가 되지 않는다. 제갈량이 양송을 활용해 장로가 마초를 내치게 만든다. 결국 마초와 더불어 유비에게 귀순한다.

### 제갈량을 수행
제갈량이 정권을 잡은 후 남만을 치러 간다. 마대는 서병(暑病)에 쓰는 약과 식량 배달을 왔다가 합류한다. 노수(瀘水)를 건너 맹획의 보급로를 끊고 망아장을 단칼에 벤다. 제갈량의 여러 작전들을 착실히 실행하며 맹획을 두 번 생포한다.
북벌에도 참여해 공을 세운다. 서강이 조진의 요청에 응해 서평관(西平關)을 향해 몰려온다. 마대, 관흥, 장포가 일단 응전하나 패한다. 제갈량이 구덩이를 함정으로 설치해 서강병들을 빠뜨리고 마대는 아단을 사로잡는다. 가정(街亭)을 잃은 제갈량이 철수하면서 마대와 강유를 복병으로 배치한다. 추격해오던 조진을 기습하여 진조(陳造)를 베는 등 격퇴한다. 진창 전투 도중 손례가 군량으로 위장한 인화 물질들을 싣고 기산을 찌른다. 제갈량의 지시를 받아 마충, 장억과 함께 역으로 물리친다.

### 위연은 거짓으로 수행
이후로도 자신의 위치에서 최선을 다하지만 오장원에서 제갈량이 병사하고 만다. 제갈량이 죽기 직전 마대 등에게 마지막 계책을 남긴다. 총퇴각에 불만을 품은 위연이 미리 남쪽으로 내려가 잔도를 불태우고 촉군을 가로막는다. 여기에 마대가 거짓으로 함께한다. 양의 등은 다른 길로 우회해 한중으로 들어가는 한편 왕평을 대적시킨다. 왕평의 호통과 복병에 장병 다수를 잃은 위연이 위나라로 망명하려 하는데 마대가 설득하여 한중으로 쳐들어가게 한다. 양의가 유책을 이행하여 위연에게 ‘누가 감히 나를 죽이겠느냐!’라고 세 번 외치면 한중을 넘기겠다 한다. 위연이 자신만만하게 소리치는데 채 한마디가 끝나기도 전에 뒤에 있던 마대가 “내가 감히 너를 죽이겠다!”라고 답하며 칼로 내리친다. 귀환한 뒤로는 등장이 없다.

## 가계
- 삼촌 : 마등

## 같이 보기
- 삼국지 인물 목록

## 참고 문헌
- 《삼국지》36권 촉서 제6 마초